# Thelypteris kiauensis
Thelypteris kiauensis là một loài dương xỉ trong họ Thelypteridaceae. Loài này được Christenh. mô tả khoa học đầu tiên năm 2018.